# Austria-Este

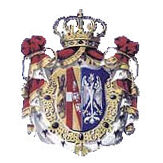
Stemma di Casa d'Asburgo-Este

La dinastia d'Austria-Este è un ramo cadetto della Casa d'Asburgo-Lorena generatosi nel 1771 con il matrimonio tra Ferdinando Carlo Antonio d'Asburgo-Lorena e la principessa Maria Beatrice d'Este.
La dinastia si estinse nel 1875 con la morte del duca di Modena e Reggio, Francesco V, ma quest'ultimo lasciò la maggior parte del suo immenso patrimonio e i titoli austro-estensi al suo giovane lontano cugino, l'arciduca Francesco Ferdinando, a determinate condizioni, una delle quali era che l'erede e gli eredi futuri aggiungessero il nome d'Este al proprio. Tuttavia, poiché i figli di Francesco Ferdinando erano nati da un matrimonio morganatico, il 16 aprile 1917 il suo nipote ed erede legale, divenuto imperatore con il nome di Carlo I d'Austria, conferì, con lettere patenti emanate nella sua qualità di capo della Casa d'Asburgo-Lorena, il nome, le armi e il patrimonio d'Austria-Este al suo secondo figlio maschio Roberto e alla di lui discendenza secondo la primogenitura maschile.
L'attuale Capo di Casa d'Austria-Este è Lorenzo, figlio di Roberto.

## Cronologia
Ferdinando Carlo Antonio d'Asburgo-Lorena e Maria Beatrice d'Este inaugurarono la linea degli Austria-Este. Ebbero in tutto 10 figli:
- Giuseppe d'Austria-Este (Milano, 1772 - 1772);
- Maria Teresa d'Austria-Este (Milano, 1º novembre 1773 – Ginevra, 29 marzo 1832), che sposò Vittorio Emanuele I di Savoia;
- Giuseppina (Milano, 1775 - Milano, 1777);
- Maria Leopoldina d'Austria-Este (Milano, 10 dicembre 1776 – Wasserburg am Inn, 23 giugno 1848), che sposò Carlo Teodoro, elettore di Baviera;
- Francesco IV d'Austria-Este (Milano, 6 ottobre 1779 – Modena, 21 gennaio 1846);
- Ferdinando Carlo Giuseppe d'Austria-Este (Milano, 25 aprile 1781 – Altmünster, 5 novembre 1850);
- Massimiliano Giuseppe d'Austria-Este (Modena, 14 luglio 1782 – Castello di Ebenzweier, 1º giugno 1863);
- Maria Antonia (Milano, 1784 - Milano, 1786);
- Carlo Ambrogio d'Austria-Este (Milano, 2 novembre 1785 – Tata, 2 settembre 1809);
- Maria Ludovica d'Austria-Este (Monza, 15 dicembre 1787 – Verona, 7 aprile 1816), che sposò il cugino Francesco I d'Austria.

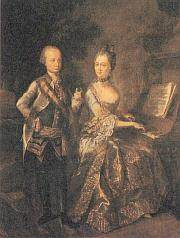
Ferdinando e Maria Beatrice

### Duchi di Modena e Reggio
Entrambi i genitori di Maria Beatrice d'Este, il duca di Modena e Reggio Ercole III d'Este e la duchessa sovrana di Massa e principessa di Carrara Maria Teresa Cybo-Malaspina, furono gli ultimi sovrani delle rispettive dinastie: gli Este e i Cybo-Malaspina. Alla morte di Ercole III, Ferdinando Carlo Antonio d'Asburgo-Lorena, il marito di Maria Beatrice, divenne duca titolare di Modena e Reggio, senza mai poter prendere possesso del Ducato, occupato da Napoleone Bonaparte. Fu Francesco IV d'Austria-Este, figlio di Ferdinando e Maria Beatrice, a divenire il primo membro della dinastia degli Austria-Este a regnare sia su Modena e Reggio che su Massa e Carrara.
La Dinastia d'Austria-Este diede a Modena e Reggio due sovrani regnanti:
- Francesco IV d'Austria-Este (Milano, 6 ottobre 1779 - Modena, 21 gennaio 1846), duca di Modena, Reggio e Mirandola, marchese di Concordia, signore di Carpi e dal 1829 (anno della morte della madre Maria Beatrice) anche duca di Massa e principe di Carrara. Sposa, nel 1812, la nipote Maria Beatrice Vittoria di Savoia, figlia di re Vittorio Emanuele I e di sua sorella Maria Teresa. La coppia ebbe quattro figli.
- Francesco V d'Austria-Este (Modena, 1º giugno 1819 - Vienna, 20 novembre 1875), duca di Modena, Reggio, Mirandola, Massa e Guastalla, marchese di Concordia, principe di Carrara e signore di Carpi. Sposa, nel 1842, la principessa Adelgonda di Baviera. La coppia ebbe una sola figlia, l'arciduchessa Anna Beatrice, che morirà in fasce.

Francesco V fu l'ultimo sovrano a regnare su Modena, Reggio, Massa e Carrara, fino alla loro annessione nel 1859 alle Province Unite del Centro Italia (Regno di Sardegna) e alla successiva nascita del Regno d'Italia nel 1861.

### Duchititolaridi Modena e Reggio
Francesco V, non avendo discendenza diretta, dispose con testamento che dopo la sua morte i diritti estensi rinvenissero ad altro esponente degli Asburgo-Lorena, nominando suo erede l'arciduca Francesco Ferdinando e ponendo però alcuni dettagliati vincoli per il mantenimento di questi diritti: essere nato da matrimonio di rango, assunzione del nome Austria-Este, inquartare nel proprio stemma l'aquila bianca d'Este in campo azzurro, parlare correttamente italiano e garantire che l'eredità e i titoli austro-estensi non fossero mai riassorbiti tout court nei domini tradizionali degli Asburgo, conservando quindi loro il carattere di secondogenitura (o, inizialmente, terzogenitura) che avevano avuto fin dal principio. Alla morte di Francesco V si succedettero nella titolarità (cioè nella pretesa al trono) di duchi di Modena e Reggio:
- Francesco Ferdinando d'Austria-Este (18 dicembre 1863 - 28 giugno 1914) che era allora il terzo nella linea di successione al trono imperiale dopo il cugino Rodolfo, heir apparent, e il padre Carlo Ludovico, fratello secondogenito dell'imperatore Francesco Giuseppe: attribuendo a lui l'eredità austro-estense la si incardinava quindi nella linea secondogenita degli Asburgo-Lorena. Ove fosse diventato erede dinastico della famiglia (come avvenne dopo la tragica morte di Rodolfo), all'atto dell'ascesa al trono imperiale avrebbe dovuto cedere l'eredità al suo secondogenito o ad altro familiare possibilmente non destinato alla successione imperiale. Fu però assassinato a Sarajevo e la sua morte determinò la scintilla che scatenò la prima guerra mondiale. I diritti austro-estensi non poterono neppure essere trasferiti ai suoi figli perché nati da matrimonio morganatico, e l'imperatore Francesco Giuseppe ne investì quindi il nipote ed erede legale di Francesco Ferdinando, l'arciduca Carlo divenuto anche erede dell'impero, senza poter neppure applicare il principio della secondogenitura, in quanto Carlo aveva al momento solo un figlio maschio.
- Carlo d'Austria-Este (17 agosto 1887 - 1º aprile 1922) sposa, nel 1911, Zita di Borbone-Parma, discendente per via femminile del duca Ercole III d'Este, attraverso la quale il sangue degli Este è rientrato nella casa d'Austria-Este. Alla morte di Francesco Giuseppe nel 1916, Carlo diventa imperatore d'Austria-Ungheria con il nome di Carlo I. La sua ascesa al trono rende di nuovo disponibili i diritti austro-estensi che Carlo trasferisce nel 1917 al suo secondogenito, l'arciduca Roberto, frattanto nato nel 1915.
- Roberto d'Austria-Este (Schönbrunn 8 febbraio 1915 - Basilea 7 febbraio 1996). Sposa, nel 1953, la principessa Margherita di Savoia-Aosta. La coppia ha avuto cinque figli.
- Lorenzo d'Austria-Este (Boulogne-Billancourt 16 dicembre 1955). Sposa, nel 1984 la principessa Astrid del Belgio. La coppia ha avuto cinque figli. L'arciduca Lorenzo è stato creato principe del Belgio ed anche i figli portano il titolo di principi del Belgio oltre a quelli di arciduchi d'Austria-Este, principi imperiali d'Austria, principi reali di Ungheria e di Boemia e principi di Modena e Reggio.

## Genealogia parziale
Ferdinando Carlo Antonio d'Asburgo-Lorena (1754 - 1806) - sposò nel 1771 Maria Beatrice d'Este (1750-1829):
1. Giuseppe (1772)
2. Maria Teresa (1773 - 1832) - sposò nel 1789 Vittorio Emanuele I di Savoia (1759 - 1824): con discendenza;
3. Giuseppina (1775 - 1777)
4. Maria Leopoldina (1776 - 1848) - sposò nel 1795 Carlo Teodoro di Baviera (1724 - 1799); sposò nel 1804 Ludwig Joseph von Arco (1773 - 1854): con discendenza;
5. Francesco IV d'Austria-Este (1779 - 1846) - sposò nel 1812 Maria Beatrice di Savoia (1792-1840):
  1. Maria Teresa (1817-1886) - sposò nel 1846 Enrico di Borbone-Francia (1820 - 1883): con discendenza;
  2. Francesco V d'Austria-Este (1819 - 1875) - sposò nel 1842 Adelgonda di Baviera (1823 - 1914):
    1. Anna Beatrice (1848 - 1849)

  3. Ferdinando Carlo (1821 - 1849) - sposò nel 1846 Elisabetta Francesca d'Asburgo-Lorena (1831 - 1903):
    1. Maria Teresa (1849 - 1919) - sposò nel 1868 Ludovico III di Baviera (1845 - 1921): con discendenza;

  4. Maria Beatrice (1824 - 1906) - sposò nel 1847 Giovanni Carlo di Borbone-Spagna (1822 - 1887): con discendenza;
6. Ferdinando Carlo (1781 - 1850)
7. Massimiliano Giuseppe (1782 - 1863)
8. Maria Antonia (1784 - 1786)
9. Carlo Ambrogio (1785 - 1809) - religioso;
10. Maria Ludovica (1787 - 1816) - sposò nel 1808 Francesco II d'Asburgo-Lorena (1768 - 1835): senza discendenza;